# Hakim Sadi
Hakim Sadi, född 14 november 1992, är en algerisk friidrottare. Han deltog vid olympiska sommarspelen 2016.